# Regina Häusl
Regina Häusl, nemška alpska smučarka, * 17. december 1973, Bad Reichenhall. 
Nastopila je na treh olimpijskih igrah in najboljšo uvrstitev dosegla leta 1998 s četrtim mestom v superveleslalomu. V svetovnem pokalu je tekmovala štirinajst sezon med letoma 1991 in 2005 ter dosegla eno zmago in še dvanajst uvrstitev na stopničke. V skupnem seštevku svetovnega pokala se je najvišje uvrstila na deseto mesto leta 1993, leta 2000 pa je osvojila smukaški mali kristalni globus.